# Кёбе, Пауль
Пауль Кёбе (нем. Paul Koebe; 15 февраля 1882, Луккенвальде — 6 августа 1945, Лейпциг) — немецкий математик, специализировавшийся на ТФКП; профессор и декан Лейпцигского университета.

## Биография
Пауль Кёбе родился в семье фабриканта из Луккенвальда, изготовлявшего машины для пожарной охраны; Пауль посещал гимназию «Joachimsthalsche» в Берлине. Летний семестр 1900 года Кёбе являлся студентом в Кильском университет, а затем — в Техническом университете Берлина и самом Берлинском университете; в 1905 году он, под руководством Германа Амандуса Шварца, защитил кандидатскую диссертацию. Одним из учителей Кёбе также был математик Фридрих Шоттки (Friedrich Schottky, 1851—1935).
Затем Пауль Кёбе отправился в Геттинген, где в 1907 году защитил докторскую диссертацию и в 1910 году стал внештатным экстраординарным профессором. С 1911 по 1914 год он был экстраординарным профессором в Лейпцигском университете, а затем — стал полным профессором в Йене. В 1922 году он получил Мемориальную премию Аккермана-Тойбнера (Ackermann-Teubner-Gedächtnispreis). В 1926 году Кёбе стал профессором в Лейпциге, где в период с 1933 по 1935 год он также состоял деканом факультета математики и естественных наук.
11 ноября 1933 года Кёбе был среди более 900 учёных и преподавателей немецких университетов и вузов, подписавших «Заявление профессоров о поддержке Адольфа Гитлера и национал-социалистического государства». За время своей карьеры Кёбе состоял членом Саксонской, Прусской, Гейдельбергской и Геттингенской академий наук — а также Финской академии. Кёбе никогда не был женат; он умер от рака желудка и был похоронен в семейной гробнице на лютеранском кладбище в Луккенвальде.

## Работы
- Über die Uniformisierung beliebiger analytischer Kurven, Göttinger Nachrichten 1907 und weitere Aufsätze im selben Band
- Über die Uniformisierung der algebraischen Kurven I, Mathematische Annalen 1909, Teil II, Teil III, Teil IV
- Über die konforme Abbildung mehrfach zusammenhängender ebener Bereiche, insbesondere solcher Bereiche, deren Begrenzung durch Kreise gebildet wird, Jahresbericht DMV 1906
- Über die konforme Abbildung mehrfach zusammenhängender Bereiche, Jahresbericht DMV 1910